# Costa Smeralda
Costa Smeralda ("Szmaragdowe Wybrzeże") - wybrzeże na Sardynii (Włochy), które otrzymało nazwę od koloru morza. Ciągnie się ono 50 km wzdłuż północno-wschodniej części wyspy. Znany ośrodek żeglarstwa i sportów wodnych. Na turystów czekają tu także uzdrowiska, wśród których najważniejsze to Baja Sardinia, Porto Cervo i Cala di Volpe.